# Mabel Taliaferro
Mabel "Nell" Taliaferro (21 de mayo de 1887 – 24 de enero de 1979) fue una actriz teatral y cinematográfica estadounidense, activa en la época del cine mudo y conocida como la Novia de las Películas Americanas. 

## Biografía
Su nombre completo era Maybelle Evelyn Taliaferro, nació en la ciudad de Nueva York.  Criada en Richmond (Virginia), era descendiente por rama paterna de una de las primeras familias que se asentaron en Virginia en el siglo XVII, los Taliaferro, originaria del norte de Italia. Taliaferro era la hermana de la actriz teatral y cinematográfica Edith Taliaferro y prima de la actriz Bessie Barriscale.
En 1912 inició su carrera actuando para los Selig Studios con una versión de Cenicienta coprotagonizada por su marido, Thomas Carrigan. Siguió trabajando en el cine hasta su retiro en 1921. Aun así, en 1940 participó en un último film, My Love Came Back. 
Mabel Taliaferro falleció en 1979 en Honolulu, Hawái.

## Filmografía
- My Love Came Back (1940)
- Alexander Hamilton (1924)
- The Rich Slave (1921)
- Sentimental Tommy (1921)
- The Mite of Love (1919)
- Draft 258 (1917)
- Peggy Leads the Way (1917)
- The Jury of Fate (1917)
- Peggy, the Will O' the Wisp (1917)
- The Barricade (1917)
- A Wife by Proxy (1917)
- The Sunbeam (1916)
- The Dawn of Love (1916)
- God's Half Acre (1916)
- Snowbird (1916)
- Her Great Price (1916)
- The Three of Us (1914)
- The Sunbeam (1912)

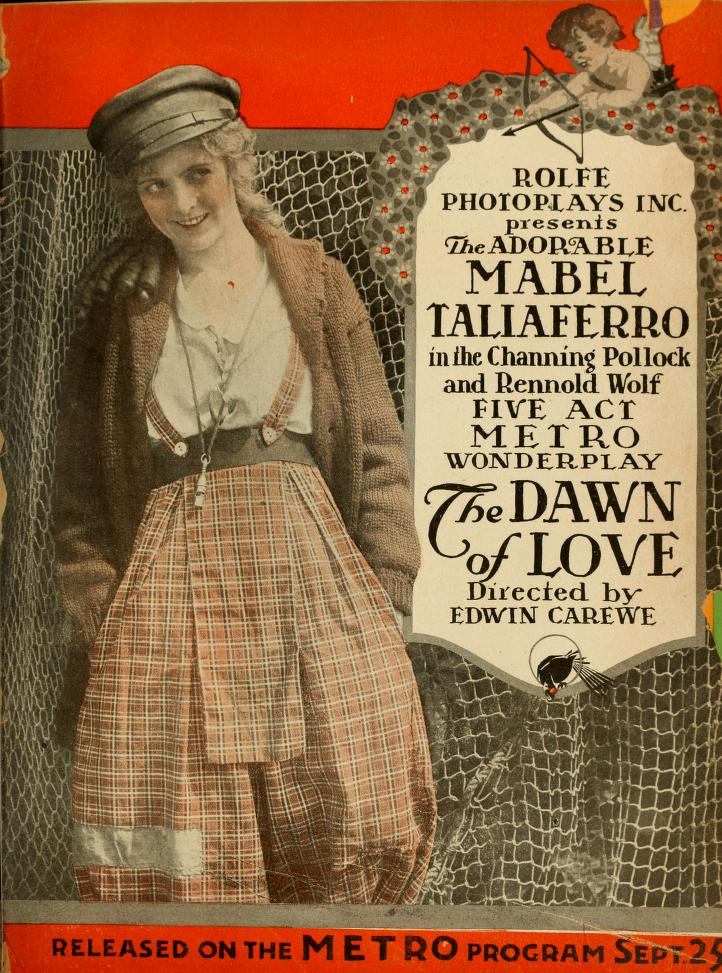
The Dawn of Love (1916)

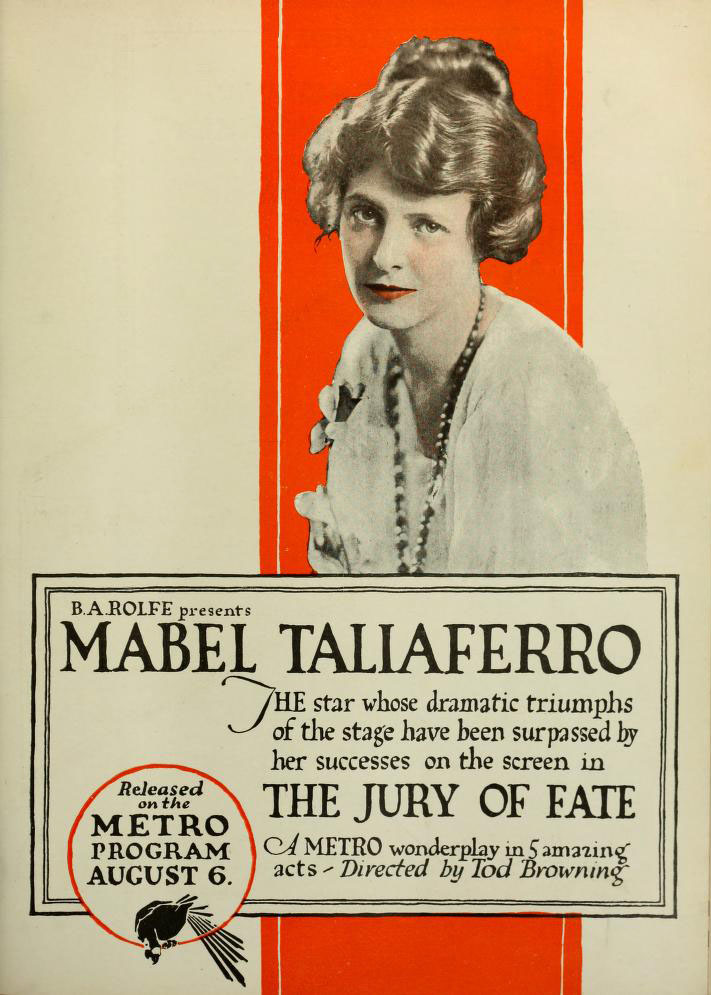
The Jury of Fate (1917)

- Cinderella (1911; estrenada el 1 de enero de 1912)

## Obras teatrales
- Springtime Folly (1951)
- Bloomer Girl (1946)
- Victory Belles (1944)
- George Washington Slept Here (1941)
- Back Fire (1932)
- The Piper (1920)
- Luck in Pawn (1919)
- Young Wisdom (1914)
- The Call of the Cricket (1910)
- Springtime (1909)
- Polly of the Circus (1908)
- Pippa Passes (1906)
- You Never Can Tell (1905)
- Mrs. Wiggs of the Cabbage Patch (1905)
- The Land of Heart's Desire (1903)
- The Consul (1903)
- The Little Princess (1903)
- An American Invasion (1902)
- The Price of Peace (1901)
- Lost River (1900)
- Children of the Ghetto (1899)

## Televisión
- The De Santre Story (1956)
- The Hat from Hangtown (1952)
- Mistress Sims Inherits (1949)
- You Can't Take It with You (1945)